# Escut de Vilanova de Prades

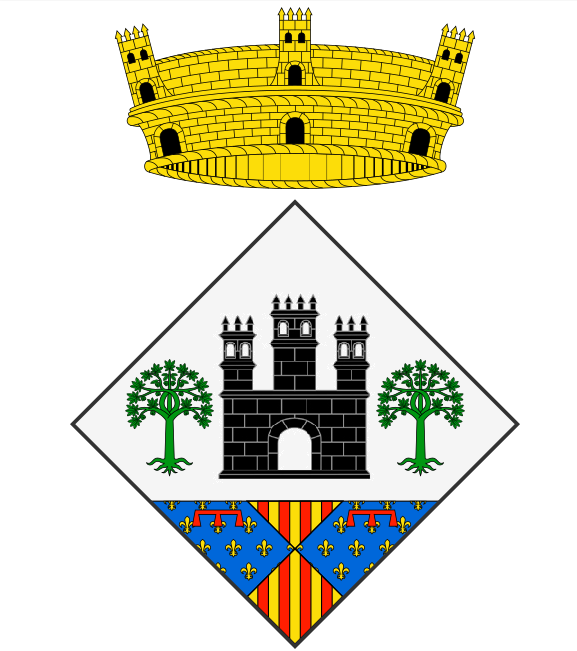

L'escut oficial de Vilanova de Prades té el següent blasonament:
Escut caironat: d'argent, un castell de sable obert acostat de dos castanyers de sinople; el peu quarterat en sautor, primer i quart d'or, quatre pals de gules; segon i tercer d'atzur, sembrat de flors de lis d'or i amb un lambel de tres penjants de gules al cap. Per timbre, una corona de poble.
Com a curiositat, cal observar que en el procés d'oficialització de l'escut, es va demanar al municipi un disseny propi de la figura natural del castanyer, que va esdevenir aquesta amb la copa més arrodonida.

## Història
El senyal del castell és el propi i tradicional del municipi, i es justifica per la cessió del lloc per part d'Alfons I a Pere d'Avellà el 1163, per tal que el repoblés i hi aixequés un castell. Les armories del peu són les dels comtes de Prades, ja que el poble va pertànyer a aquest comtat entre els segles XIV i XIX, i a més a més representen una part del topònim de la localitat. Finalment, els castanyers són uns arbres que defineixen el paisatge i l'economia locals.
Així doncs, es pot afirmar que l'escut oficial de la localitat de Vilanova de Prades està basat en la representació històrica del segell. S'incorpora el castanyer com a símbol de la importància d'aquest cultiu a l'economia del municipi, i les armes del Comtat de Prades per destacar-ne la seva pertinença a partir del 1324.
Al llarg dels anys, se n'han fet diverses interpretacions coincidint amb la representació de dues torres i el cingle o de tres torres, sempre acompanyades de la flor de lis com a detall de les armories dels comtes de Prades.
L'escut va ser aprovat el 3 de març del 2015 i publicat al DOGC el 17 del mateix mes amb el número 6832.

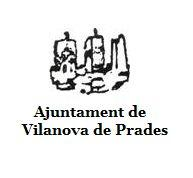
L'escut tradicional, amb el castell estilitzat en forma de dues torres i el cingle
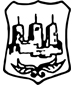
Escut amb les tres torres acompanyades de la flor de lis
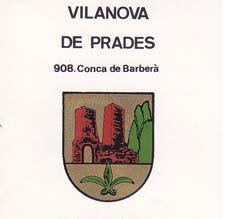
Interpretació en color de l'escut amb les dues torres, el cingle i la flor de lis